# Wzgórza Opatowsko-Malanowskie

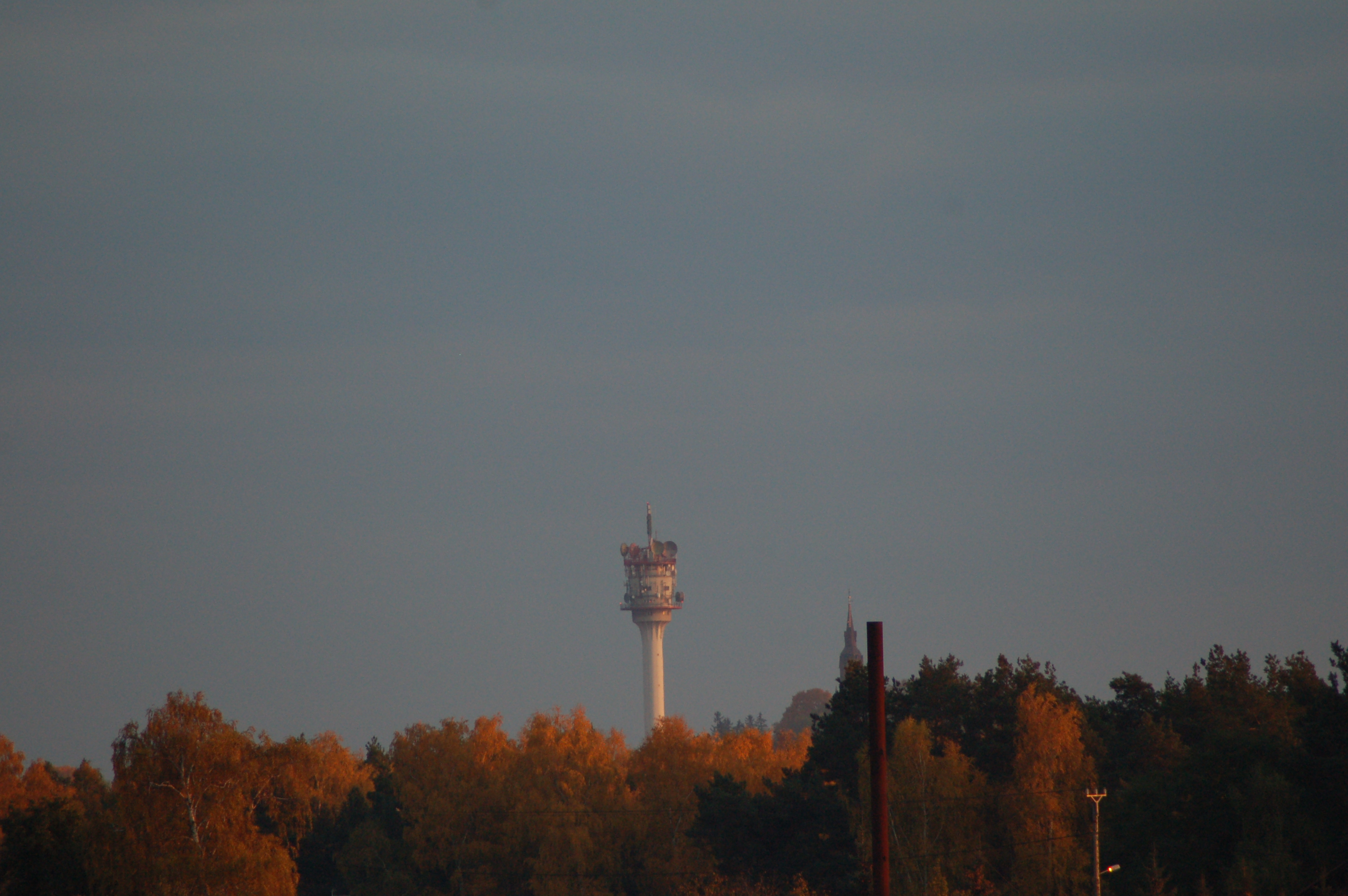
Widok na wzniesienia w Chełmcach

Wzgórza Opatowsko-Malanowskie – pas wzgórz morenowych we wschodniej części Wysoczyzny Kaliskiej.
Rozciągają się od wschodniej krawędzi doliny Prosny (pas od okolic Godzieszy Wielkich po Kalisz) na wschód po rejon Malanowa, gdzie łączą się z Wysoczyzną Turecką. Przecinają je doliny dwóch rzek: Pokrzywnicy i Swędrni.
Najwyższy punkt Wzgórz znajduje się w miejscowości Chełmce, ok. 5 km na południowy wschód od Kalisza, i jest znany jako Wzgórze Chełmskie. Liczy 189 m n.p.m. i stanowi najwyższy punkt Wysoczyzny Kaliskiej. Na jego szczycie wybudowano kościół pw. Narodzenia NMP w Chełmcach.